# Lycosella tenera bisulcata
Lycosella tenera là một phân loài nhện trong họ Lycosidae.
Loài này thuộc chi Lycosella. Lycosella tenera bisulcata được Tord Tamerlan Teodor Thorell miêu tả năm 1890.